# Maturita
Maturita je zkouška zakončující úplné středoškolské vzdělání (3. stupeň v mezinárodní klasifikaci ISCED) v různých evropských zemích včetně České republiky. V některých státech není maturita vázána na formální ukončení studia (např. Rakousko).
V Česku složení maturitní zkoušky formálně zakončuje předchozí studium. Maturita stvrzuje určitou kvalifikaci pro ohlášení vázané živnosti, kde je maturita z konkrétního oboru vyžadována. Maturita též umožňuje studium na kterékoliv vysoké škole. V roce 2011 byla zavedena tzv. státní maturita.

## Původ a význam slova
Slovo „maturita“ pochází z latinského slova maturitas (zralost). Jiné slovo je adjektivum maturus (zralý) tvořící základ pojmu „matura“ v jiných jazycích (např. v rakouské němčině, maturity v angličtině označuje dospělost). V minulosti se na území někdejšího Československa tato zkouška oficiálně označovala jako „zkouška dospělosti“ (viz snímek). V dnešní době se termín „zkouška dospělosti“ užívá pouze v neoficiální komunikaci. Termín „matura“ je používán také v jihoslovanských zemích, kam se „zkouška dospělosti“ rozšířila díky habsburské školské tradici.

## Historie maturity

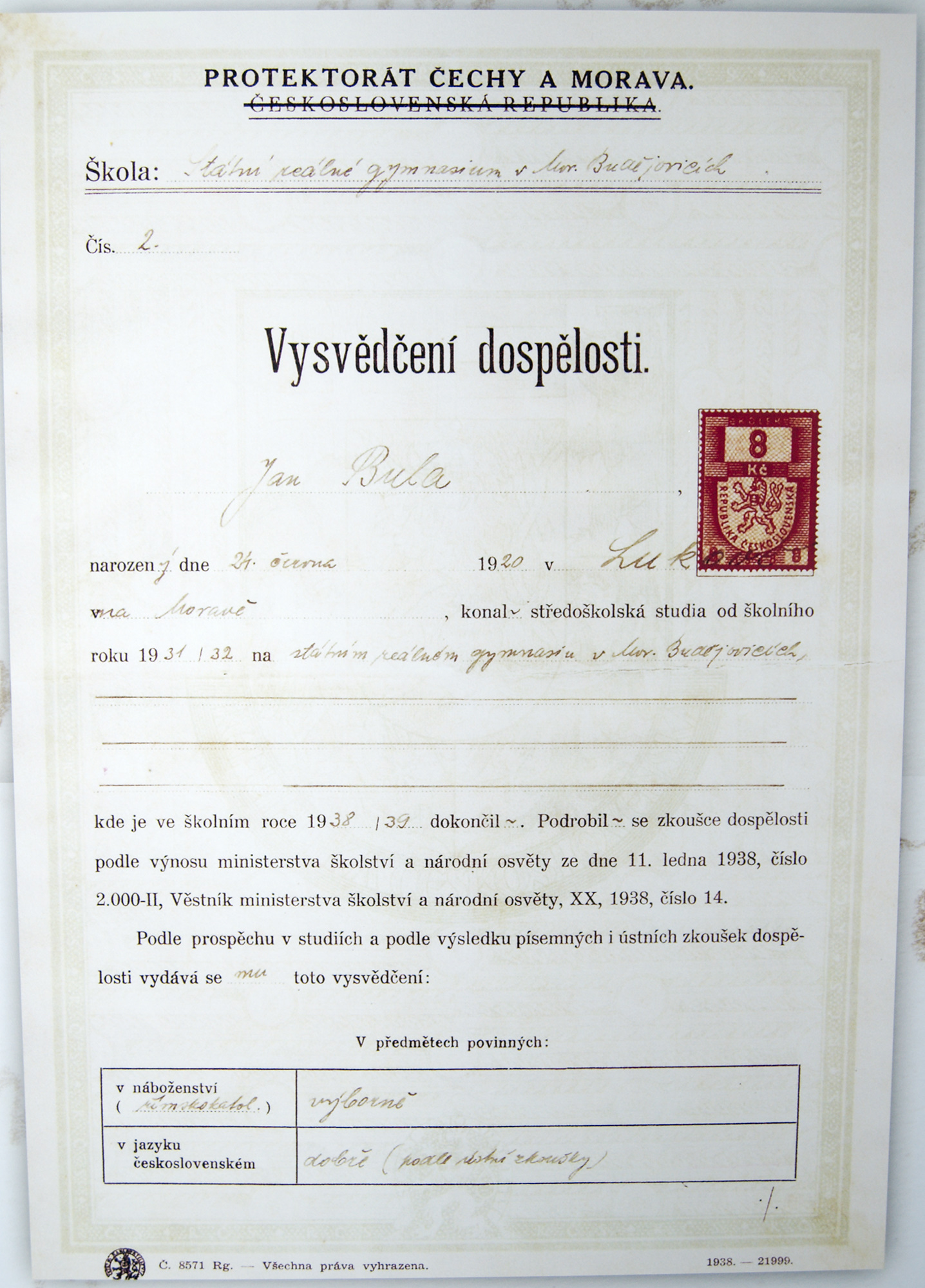
Maturitní vysvědčení komunisty popraveného kněze Jana Buly.

Zárodek maturit se objevil na počátku 19. století v roce 1812 v Prusku. Tyto standardizované zkoušky tehdy studentům otevřely dveře na univerzity. Do českých zemí se maturity dostaly v roce 1849 v rámci Exner-Bonitzovy reformy jako ústní a písemné „standardizované státní zkoušky“, které měly vysokou obtížnost a byly povinné pro přijetí na vysoké školy a skládaly se pouze na klasických gymnáziích. Zkoušky obsahovaly 2 části – ústní (literatura mateřského jazyka, latinská a řecká gramatika, dějepis, zeměpis, matematika, přírodní vědy, fyzika a gramatika dalšího „živého“ jazyka) a písemnou (slohová práce v mateřském jazyce, písemná práce v dalším „živém“ jazyce, přeložení textu z/do latiny, přeložení řecky psaného textu, práce z matematiky). Dne 14. 5. 1869 byl vydán říšský zákon (ministrem Hasnerem), který zavedl maturitu i na reálkách. V roce 1908 ministr Gustav Marchet provedl reformu, při které zrovnoprávnil maturitní zkoušky na všech školách a snížil nároky na ústní zkoušky.
Zkouška z českého jazyka začala nabývat na důležitosti od roku 1918 vznikem Československa. Reforma z roku 1931 rozšířila na českých školách písemnou zkoušku o zkoušku z němčiny a na německých školách naopak o zkoušku z češtiny. Ústní zkoušky pak byly o něco jednodušší.
Od roku 1942 nabyl při maturitní zkoušce na důležitosti předseda maturitní komise, ostatní členové měli pouze poradní hlas. Předsedové komise měli od německé inspekce nařízeno, aby 20 % adeptů neprospělo. Následovalo zpřísnění podmínek v roce 1943, kdy studenti museli odpovídat minimálně na jednu otázku v němčině (z dějepisu, zeměpisu, či matematiky). V roce 1948 byla obtížnost závěrečných zkoušek snížena (vypadla z nich například matematika) a hlavním kritériem se stal politický profil studenta. Od roku 1951 se písemná část skládala pouze z češtiny a ruštiny, ústní část pak z češtiny, ruštiny a dalších 2 předmětů.
Od roku 1967 byla do maturity vrácena volitelná zkouška z matematiky (bylo si možno vybrat místo ruštiny matematiku a maturovat z jiných cizích jazyků). Maturita se tak zpravidla skládala ze čtyř předmětů, z nich každá měla jak písemnou, tak ústní část (volitelně bylo možné složit maturitu ještě z dalšího předmětu). Povinná část maturity byla z češtiny a ruštiny. Témata slohových prací byla jednotná a vyhlašovaná v den zkoušek rozhlasem ministrem školství.
Od roku 1989 se maturita skládala povinně pouze ze zkoušky z českého jazyka a literatury a dobrovolně z výběru dalších předmětů. Na středních odborných školách pak byla součástí maturit povinná praktická, či písemná a ústní zkouška z odborných předmětů (dle zaměření konkrétní školy). V 90. letech 20. století se v Česku začaly objevovat první diskuse o tzv. státních maturitách, a to na doporučení OECD. Státní maturity byly následně v Česku spuštěny v roce 2011.

## Státní maturita v Česku

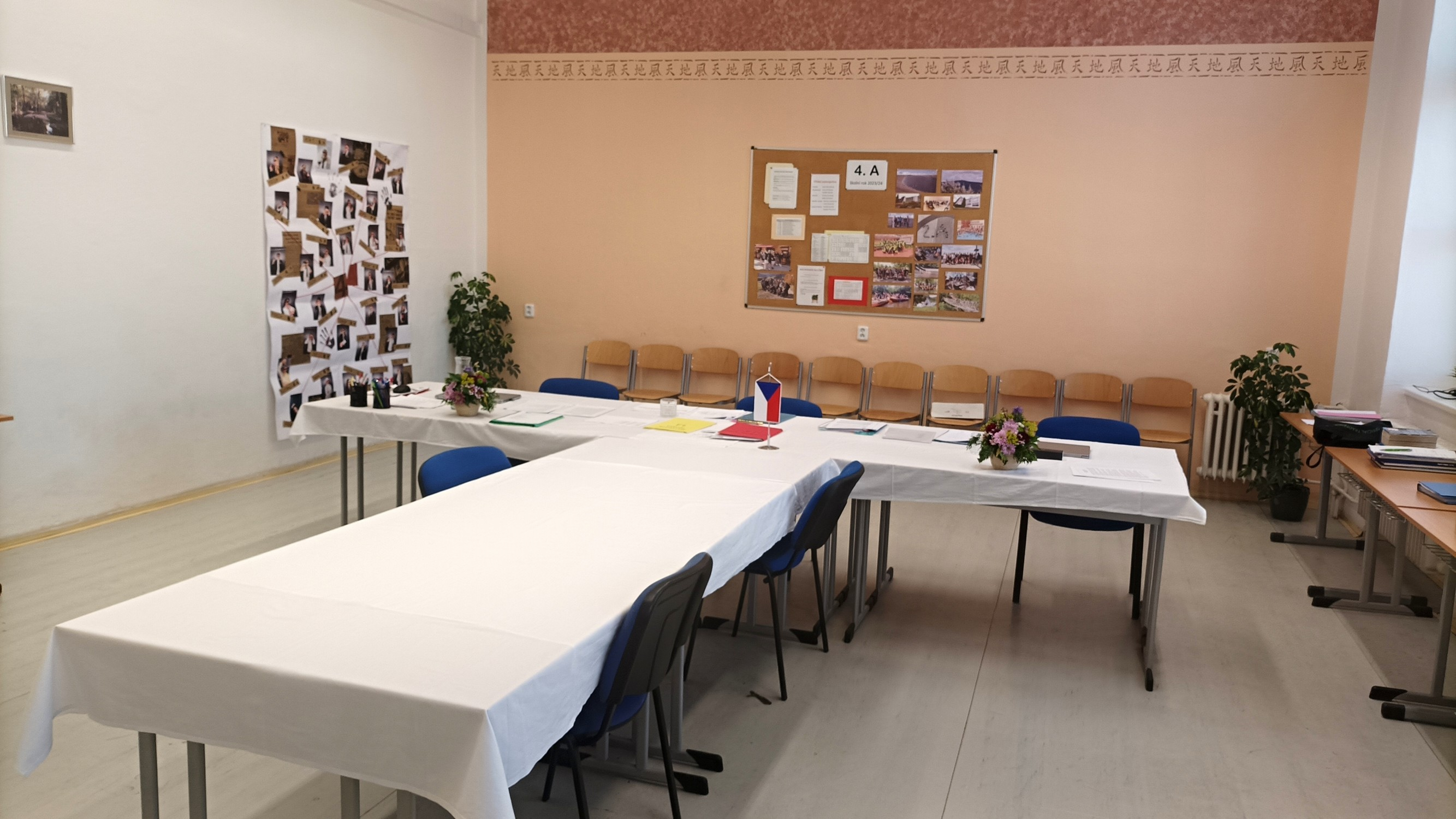
Třída připravená k ústní maturitě v roce 2024

Státní maturita byla po průtazích spuštěna na jaře roku 2011. Měla sloužit jako srovnávací zkouška vystupujících absolventů a měla být „vstupenkou na vysoké školy.“ V roce 2020 však reálně většina vysokých škol konkrétní výsledek státní maturitní zkoušky nijak nezohledňuje (stále však platí, že bez maturity nemůže být žák na vysokou nebo vyšší odbornou školu přijat).
Podle školského zákona se maturitní zkouška skládá ze dvou částí – z profilové (školní) části, kterou si určí každá škola sama, a z části společné (státní), kterou pro všechny školy určí ministerstvo školství. Každá z částí se dále dělí na dílčí zkoušky, které musí student pro získání středoškolského vzdělání s maturitou úspěšně vykonat všechny. Předpokladem připuštění k maturitní zkoušce je úspěšné ukončení posledního ročníku střední školy a podání přihlášky k maturitní zkoušce (většinou v listopadu daného školního roku).
Společná část je rozdělena na 2 povinné zkoušky: z českého jazyka a literatury a buď libovolného cizího jazyka (který je na škole vyučován), nebo matematiky. Od roku 2013 tak lze složit maturitu z anglického, německého, francouzského, španělského či ruského jazyka.
Profilová část maturity se skládá z 3 povinných zkoušek. Jejich nabídku, formu, témata a termíny stanovuje ředitel školy v souladu s RVP/ŠVP školy. Každý student může konat i 4 další nepovinné zkoušky z nabídek ředitele a MŠMT. I zde stanovuje témata a termíny konání zadavatel (ředitel nebo MŠMT). Zadavatel může také vybrat formu, přičemž má na výběr: ústní zkoušku před komisí, obhajobu předem vypracované maturitní práce před komisí, praktickou zkoušku a písemnou zkoušku, i jejich kombinace. Písemné zkoušky, a pokud je to nutné, i praktické zkoušky, jsou neveřejné, ostatní jsou veřejné. Před započetím této části maturity je student na 5 dnů uvolněn z výuky („svatý týden“), přičemž následně zkoušku vykoná ve své škole. Vzhledem k tomu, že hodnocení písemných zkoušek (testy a písemné práce) zajišťuje centrálně organizace CERMAT, je období psaní těchto prací časově posunuto výrazně před období ústních zkoušek – písemná práce z českého jazyka na začátek dubna, ostatní testy na začátek května. Maturitní ročníky tak mají až o polovinu zkráceno 2. pololetí.
Úspěšnému absolventovi obou částí maturitních zkoušek je uděleno vysvědčení o maturitní zkoušce. První maturitní ročník, který maturoval již dle plánu Nová maturita, maturoval v roce 2011, celorepubliková úspěšnost byla 83,1 %, neúspěšných studentů bylo 16,9 %.

### Úspěšnost
Úspěšnost studentů u státní části maturity se výrazně liší podle typu školy a zejména u maturit z matematiky je častým předmětem kritiky.
| Typ školy | Typ školy                | Matematika | Matematika  | Český jazyk a literatura | Český jazyk a literatura | Český jazyk a literatura | Český jazyk a literatura | Anglický jazyk | Anglický jazyk | Anglický jazyk | Anglický jazyk |
| Typ školy | Typ školy                | Úspěšnost  | Podíl volby | Úspěšnost                | Úspěšnost                | Úspěšnost                | Podíl volby              | Úspěšnost      | Úspěšnost      | Úspěšnost      | Podíl volby    |
| --------- | ------------------------ | ---------- | ----------- | ------------------------ | ------------------------ | ------------------------ | ------------------------ | -------------- | -------------- | -------------- | -------------- |
| Typ školy | Typ školy                | Úspěšnost  | Podíl volby | test                     | sloh                     | ústní                    | Podíl volby              | test           | sloh           | ústní          | Podíl volby    |
| Gymnázia  | průměr všech             | 95.9%      | 32.3%       | 99.1%                    | 99.3%                    | 98.4%                    | 100%                     | 99.7%          | 100.0%         | 99.4%          | 63.4%          |
|           | osmiletá                 | 98.0%      | 36.2%       | 99.5%                    | 99.5%                    | 98.9%                    | 100%                     | 99.8%          | 100.0%         | 99.6%          | 66.3%          |
|           | šestiletá                | 98.0%      | 31.6%       | 99.3%                    | 99.6%                    | 98.3%                    | 100%                     | 99.9%          | 100.0%         | 99.9%          | 59.2%          |
|           | čtyřletá                 | 93.9%      | 29.9%       | 98.8%                    | 99.1%                    | 98.1%                    | 100%                     | 99.6%          | 100.0%         | 99.2%          | 59.8%          |
| Lycea     | průměr všech             | 84.3%      | 22.4%       | 95.3%                    | 98.5%                    | 97.0%                    | 100%                     | 97.1%          | 99.8%          | 98.2%          | 75.3%          |
| SOŠ       | průměr všech             | 67.0%      | 17.5%       | 86.8%                    | 95.9%                    | 94.1%                    | 100%                     | 92.3%          | 98.0%          | 95.8%          | 78.8%          |
|           | ekonomické               | 61.1%      | 10.3%       | 89.4%                    | 96.9%                    | 95.3%                    | 100%                     | 95.4%          | 98.9%          | 96.2%          | 84.7%          |
|           | hotelové a podnikatelské | 43.2%      | 6.9%        | 84.0%                    | 94.8%                    | 93.6%                    | 100%                     | 93.5%          | 98.4%          | 96.3%          | 87.3%          |
|           | pedagogické a humanitní  | 39.4%      | 8.5%        | 83.9%                    | 96.1%                    | 93.6%                    | 100%                     | 86.9%          | 96.3%          | 94.4%          | 85.6%          |
|           | technické 1              | 79.1%      | 35.6%       | 90.9%                    | 96.3%                    | 95.3%                    | 100%                     | 98.1%          | 99.2%          | 98.3%          | 63.6%          |
|           | technické 2              | 57.8%      | 23.7%       | 85.7%                    | 95.9%                    | 93.3%                    | 100%                     | 92.6%          | 97.5%          | 93.9%          | 72.8%          |
|           | umělecké                 | 53.2%      | 2.9%        | 86.7%                    | 96.5%                    | 93.3%                    | 100%                     | 92.0%          | 97.9%          | 95.8%          | 95.4%          |
|           | zdravotnické             | 36.1%      | 8.6%        | 80.9%                    | 95.5%                    | 91.3%                    | 100%                     | 84.4%          | 97.6%          | 92.9%          | 84.9%          |
|           | zemědělské               | 48.1%      | 20.9%       | 85.4%                    | 94.5%                    | 93.3%                    | 100%                     | 87.8%          | 96.2%          | 94.4%          | 76.2%          |
| Učiliště  | průměr všech             | 44.8%      | 25.1%       | 74.8%                    | 90.3%                    | 92.9%                    | 100%                     | 83.4%          | 92.8%          | 91.8%          | 68.4%          |
|           | technické                | 52.7%      | 32.3%       | 79.1%                    | 91.8%                    | 94.6%                    | 100%                     | 94.2%          | 97.2%          | 95.6%          | 66.7%          |
|           | technické (nástavby)     | 43.6%      | 42.7%       | 71.4%                    | 86.3%                    | 93.8%                    | 100%                     | 86.2%          | 90.3%          | 94.7%          | 53.7%          |
|           | ostatní                  | 32.5%      | 10.8%       | 75.5%                    | 91.3%                    | 90.8%                    | 100%                     | 81.7%          | 95.0%          | 91.3%          | 84.9%          |
|           | ostatní (nástavby)       | 38.6%      | 21.7%       | 71.8%                    | 89.6%                    | 92.1%                    | 100%                     | 74.9%          | 88.2%          | 88.4%          | 66.1%          |

### Zkouška z českého jazyka
Maturitní zkouška z českého jazyka a literatury (povinná pro všechny maturanty) se skládá z 3 částí: didaktického testu, písemné práce a ústní zkoušky.
Didaktický test je zadáván centrálně, v základní úrovni obsahuje okolo 32 úloh, které jsou uzavřené (tj. s jednou možnou odpovědí, výběr ABCD, případně výběr ANO-NE, zpravidla v jedné úloze musí být 5 úryvků věty seřazeno za sebou, aby věta dávala smysl). Didaktický test je zaměřen na osvojení pravidel českého pravopisu a práci s textem, jeho pochopení. Při didaktickém testu je pro zahraniční studenty povolen překladový slovník a čas na vypracování je 85 minut.
Písemná práce je psána ve stejný den jako didaktický test, zadání je opět centrální a skládá se v základní verzi z 6 možných témat, každé téma má zadané jiné zpracování (publicistický styl, úvahový text, otevřený dopis apod.). Studenti mají 20 minut na výběr tématu, poté mají na napsání práce dalších 90 minut. Text musí obsahovat alespoň 250 slov (tolerance 50 slov, horní hranice nestanovena) a musí splňovat všechny pravopisné a morfologické náležitosti. Při této části je pro zahraniční studenty povolen překladový slovník a pro všechny studenty Pravidla českého pravopisu.
Třetí částí je ústní zkouška, při které si student losuje jedno z dvaceti zadání podle svého seznamu literatury. Těchto dvacet knih si student vybírá na základě školního seznamu literatury, který obsahuje nejméně 60 literárních děl. Po vylosování otázky dostane maturant pracovní list s ukázkou z díla a druhým textem neuměleckým (dopis, objednávka, recenze, publicistika apod.). Po dvacetiminutové přípravě musí o obou textech 15 minut hovořit.

### Zkouška z cizího jazyka
Zkoušku z cizího jazyka lze konat z anglického, německého, španělského, francouzského, či ruského jazyka. Tato zkouška obsahuje 3 části: didaktický test, písemnou práci a ústní zkoušku.
Didaktický test obsahuje 2 části – poslechovou část, která trvá 40 minut, zbylých 70 zbývá na ověřování jazykových vědomostí. Svou skladbou se pak podobá didaktickému testu z českého jazyka.
Písemná část pak trvá 70 minut, přičemž je povoleno užití slovníku, který neobsahuje specifické části věnované písemnému projevu, či korespondenci.
Témata při ústní zkoušce pak svým obsahem odpovídají výstupu ŠVP. Student si volí jedno zadání z nabídky minimálně 5 témat. Každé téma pak může být při zkoušce použito jen jednou denně. Délka ústní zkoušky se pak odvíjí na délce určené na pracovních listech, podle kterých se zkouška řídí a na kterých je i stanovena časová dotace na každou otázku.

### Zkouška z matematiky
Zkouška z matematiky je alternativou pro zkoušku z cizího jazyka. Na vybraných středních školách je pak zkouška z matematiky povinná. Jedná se především o technická, ekonomická, pedagogická, zdravotnická, přírodovědná a vojenská lycea a gymnázia. Tuto zkoušku si pak v průměru vybírá méně studentů, ačkoliv se skládá pouze z jednoho didaktického testu.
Tento test pak trvá 135 minut. Obsahuje jak uzavřené otázky (výběr možností), tak lehce otevřené a široce otevřené, přičemž u tohoto typu otázek se přihlíží k postupu výpočtu uvedeného na záznamovém archu, kdy se hodnotí postup, samotné uvedení výsledku nestačí. Při této zkoušce je povoleno použití matematických, fyzikálních a chemických tabulek, rýsovací potřeby a kalkulačka bez grafického režimu, rovněž lze použít publikace, které nepřesahují obsah běžných tabulek a které neobsahují řešené vzorové úlohy.

### Stručný přehled úspěšnosti studentů v jednotlivých testech státní maturity
Kompletní statistiky lze nalézt na stránkách zhotovitele státních maturit – příspěvkové organizace Centrum pro zjišťování výsledků vzdělávání (CERMAT, spadá pod Ministerstvo školství, mládeže a tělovýchovy České republiky – MŠMT). Oficiální a podrobné informace, týkající se státních maturit, lze pak najít na stránkách zadavatele (MŠMT), vytvořených speciálně pro tento účel.
| Didaktická část – souhrn ČR | 2013  | 2014  | 2015  | 2016  | 2017  | 2018  |
| --------------------------- | ----- | ----- | ----- | ----- | ----- | ----- |
| podíl volby předmětu (v %)  | 38,7  | 36    | 29,6  | 27,2  | 25,2  | 23,4  |
| konali                      | 29516 | 25130 | 19304 | 16988 | 14756 | 14763 |
| uspěli                      | 23580 | 19077 | 14689 | 13048 | 11675 | 11469 |
| neuspěli                    | 5936  | 6053  | 4615  | 3940  | 3081  | 3296  |
| medián úspěšnosti (v %)     | 54    | 50    | 52    | 54    | 54    | 54    |

| Písemná část – souhrn ČR    | 2013  | 2014  | 2015  | 2016  | 2017  | 2018  |
| --------------------------- | ----- | ----- | ----- | ----- | ----- | ----- |
| podíl volby předmětu (v %)  | 100   | 100   | 100   | 100   | 100   | 100   |
| konali                      | 77340 | 70474 | 65473 | 62309 | 58598 | 62394 |
| uspěli                      | 75601 | 69347 | 64268 | 61442 | 56894 | 60162 |
| neuspěli                    | 1739  | 1127  | 1205  | 867   | 1704  | 2232  |
| medián úspěšnosti (v %)     | 66,7  | 70    | 66,67 | 70    | 66,67 | 70    |
| Didaktická část – souhrn ČR |       |       |       |       |       |       |
| podíl volby předmětu (v %)  | 100   | 100   | 100   | 100   | 100   |       |
| konali                      | 77326 | 70464 | 65457 | 62303 | 58438 | 62221 |
| uspěli                      | 75955 | 68519 | 61141 | 57034 | 53012 | 55824 |
| neuspěli                    | 1371  | 1945  | 4316  | 5269  | 5426  | 6399  |
| medián úspěšnosti (v %)     | 71    | 76,82 | 68    | 66    | 66    | 64    |

| Písemná část – souhrn ČR    | 2013  | 2014  | 2015  | 2016  | 2017  | 2018  |
| --------------------------- | ----- | ----- | ----- | ----- | ----- | ----- |
| podíl volby předmětu (v %)  | 51,9  | 55,3  | 63,1  | 66,9  | 69,9  | 72,3  |
| konali                      | 40364 | 39125 | 41314 | 41495 | 40496 | 44521 |
| uspěli                      | 39535 | 37451 | 40498 | 39965 | 39059 | 43624 |
| neuspěli                    | 829   | 1674  | 816   | 1530  | 1437  | 899   |
| medián úspěšnosti (v %)     | 86,1  | 83,34 | 86,12 | 83,34 | 83,34 | 86,12 |
| Didaktická část – souhrn ČR |       |       |       |       |       |       |
| podíl volby předmětu (v %)  | 51,9  | 55,3  | 63,1  | 66,9  | 69,9  | 72,3  |
| konali                      | 40345 | 39099 | 41291 | 41472 | 40505 | 44505 |
| uspěli                      | 39495 | 37356 | 38675 | 39082 | 38297 | 41645 |
| neuspěli                    | 850   | 1743  | 2616  | 2390  | 2208  | 2862  |
| medián úspěšnosti (v %)     | 84,1  | 77,78 | 79,73 | 83,16 | 81,06 | 78,95 |

| Písemná část – souhrn ČR    | 2013 | 2014  | 2015  | 2016  | 2017  | 2018  |
| --------------------------- | ---- | ----- | ----- | ----- | ----- | ----- |
| podíl volby předmětu (v %)  | 7,1  | 6,4   | 5,2   | 3,8   | 3     | 2,6   |
| konali                      | 5244 | 4213  | 3142  | 2133  | 1614  | 1558  |
| uspěli                      | 4506 | 3565  | 2781  | 1685  | 1363  | 1271  |
| neuspěli                    | 738  | 648   | 361   | 448   | 251   | 287   |
| medián úspěšnosti (v %)     | 63,9 | 63,89 | 66,67 | 61,12 | 66,67 | 63,89 |
| Didaktická část – souhrn ČR |      |       |       |       |       |       |
| podíl volby předmětu (v %)  | 7,1  | 6,4   | 5,2   | 3,8   | 3     | 2,6   |
| konali                      | 5244 | 4211  | 3141  | 2135  | 1617  | 1562  |
| uspěli                      | 4866 | 3841  | 2520  | 1692  | 1337  | 988   |
| neuspěli                    | 378  | 370   | 621   | 443   | 280   | 574   |
| medián úspěšnosti (v %)     | 66,7 | 61,91 | 57,15 | 58,95 | 64,22 | 53,69 |

| Písemná část – souhrn ČR    | 2013 | 2014  | 2015  | 2016   | 2017  | 2018  |
| --------------------------- | ---- | ----- | ----- | ------ | ----- | ----- |
| podíl volby předmětu (v %)  | 0,2  | 0,2   | 0,2   | 0,2    | 0,2   | 0,2   |
| konali                      | 173  | 186   | 134   | 154    | 142   | 143   |
| uspěli                      | 171  | 182   | 132   | 153    | 136   | 141   |
| neuspěli                    | 2    | 4     | 2     | 1      | 6     | 2     |
| medián úspěšnosti (v %)     | 83,3 | 77,78 | 83,34 | 80,56  | 77,78 | 88,89 |
| Didaktická část – souhrn ČR |      |       |       |        |       |       |
| podíl volby předmětu (v %)  | 0,2  | 0,2   | 0,2   | 0,2    | 0,2   | 0,2   |
| konali                      | 173  | 186   | 134   | 154    | 142   | 143   |
| uspěli                      | 171  | 184   | 130   | 152    | 138   | 141   |
| neuspěli                    | 2    | 2     | 4     | 2      | 4     | 2     |
| medián úspěšnosti (v %)     | 92,1 | 88,89 | 90,48 | 90,005 | 89,48 | 92,64 |

| Písemná část – souhrn ČR    | 2013 | 2014  | 2015  | 2016  | 2017  | 2018  |
| --------------------------- | ---- | ----- | ----- | ----- | ----- | ----- |
| podíl volby předmětu (v %)  | 0,3  | 0,3   | 0,2   | 0,2   | 0,2   | 0,2   |
| konali                      | 209  | 196   | 137   | 127   | 117   | 123   |
| uspěli                      | 204  | 193   | 136   | 124   | 116   | 122   |
| neuspěli                    | 5    | 3     | 1     | 3     | 1     | 1     |
| medián úspěšnosti (v %)     | 86,1 | 86,12 | 80,56 | 80,56 | 83,34 | 80,56 |
| Didaktická část – souhrn ČR |      |       |       |       |       |       |
| podíl volby předmětu (v %)  | 0,3  | 0,3   | 0,2   | 0,2   | 0,2   | 0,2   |
| konali                      | 209  | 196   | 137   | 127   | 117   | 123   |
| uspěli                      | 209  | 194   | 136   | 126   | 113   | 121   |
| neuspěli                    | 0    | 2     | 1     | 1     | 4     | 2     |
| medián úspěšnosti (v %)     | 87,3 | 85,72 | 82,54 | 90,53 | 89,48 | 89,48 |

| Písemná část – souhrn ČR    | 2013 | 2014  | 2015  | 2016  | 2017  | 2018  |
| --------------------------- | ---- | ----- | ----- | ----- | ----- | ----- |
| podíl volby předmětu (v %)  | 1,9  | 1,8   | 1,7   | 1,7   | 1,6   | 1,2   |
| konali                      | 1488 | 1323  | 1114  | 1027  | 881   | 746   |
| uspěli                      | 1447 | 1276  | 1091  | 974   | 817   | 706   |
| neuspěli                    | 41   | 47    | 23    | 53    | 64    | 40    |
| medián úspěšnosti (v %)     | 77,8 | 80,56 | 80,56 | 75    | 75    | 77,78 |
| Didaktická část – souhrn ČR |      |       |       |       |       |       |
| podíl volby předmětu (v %)  | 1,9  | 1,8   | 1,7   | 1,7   | 1,6   | 1,2   |
| konali                      | 1488 | 1323  | 1118  | 1026  | 882   | 751   |
| uspěli                      | 1475 | 1293  | 1093  | 934   | 788   | 658   |
| neuspěli                    | 13   | 30    | 25    | 92    | 94    | 93    |
| medián úspěšnosti (v %)     | 74,6 | 74,61 | 73,02 | 68,43 | 65,27 | 64,22 |

### Ústní zkouška
Nejviditelnější částí maturity je ústní zkouška z předmětů společné části a profilové části. Zkouška se koná zásadně před maturitní komisí složené z předsedy (který je jmenován zřizovatelem, tedy většinou krajem, a není zaměstnancem příslušné školy – nejčastěji učitel z jiné školy v regionu), místopředsedy, třídního učitele maturující třídy, zkoušejících jednotlivých předmětů (učitel který daný předmět ve třídě vyučoval) a přísedících (učitel s odborností ke zkoušenému předmětu). Termíny ústních zkoušek vyhlašuje ředitel školy dle závazného harmonogramu maturitních zkoušek – na měsíc květen až červen. Pro každou maturující třídu bývá určen celý týden, kdy jsou studenti rozlosováni na jednotlivé dny, případně rozděleni do dnů dle volitelných předmětů a podobně. Názvy otázek z jednotlivých předmětů zveřejní ředitel školy v říjnu daného školního roku a žáci si je průběžně vypracovávají.

#### Průběh ústní zkoušky
Na začátku prvního maturitního dne se do školy dostaví celá maturující třída a ředitel školy spolu s předsedou maturitní komise maturity oficiálně zahájí. V dalších dnech dochází do školy již pouze maturující studenti. Na některých školách se studenti (většinou ti, kteří již mají maturitu hotovou) starají o občerstvení a nápoje pro maturitní komisi, případně i maturující studenty ve vyčleněné místnosti – většinou v sousedství maturitní místnosti.
Maturuje se většinou po předmětech, kdy všichni studenti projdou postupně zkouškou například z českého jazyka, poté všichni z konkrétního cizího jazyka atd. Pořadí předmětů, studentů a časů zkoušek rozdělí třídní učitel i s ohledem na další výuku zkoušejících učitelů. Student si nejprve před komisí vylosuje číslo otázky a následně má k dispozici čas na přípravu na určeném místě („potítko“), kam ho uvede nejčastěji přísedící. Zde si může psát poznámky. Následně je zkoušejícím vyzván ke zkoušce. Student před komisí hovoří, dokud nevyčerpá téma, nebo mu jsou položeny doplňující otázky. Zkoušející, přísedící a předseda si průběžně činí poznámky o výkonu studenta. Předměty u maturitní zkoušky mohou být i souborné – jedna zkouška z několika příbuzných předmětů (například soubor ekonomických předmětů a podobně).
Maturitní den je ukončen poradou maturitní komise (případně probíhají dílčí porady po jednotlivých blocích předmětů). Pokud se komise na známce navržené zkoušejícími členy neshodne, tak o jednotlivých známkách hlasuje. Následně jsou pozvání maturující studenti a seznámeni s výsledky (buď celé zkoušky, nebo doposud známých výsledků dílčích zkoušek). Poslední maturitní den je studentům předáno maturitní vysvědčení („vysvědčení o maturitní zkoušce“); může se tak dít při slavnostním ceremoniálu (aula školy, slavnostní síň městského úřadu a podobně).
Ústní maturitní zkoušky jsou z principu veřejné a může jim tak přihlížet kdokoliv. Přihlížející však nesmí do průběhu zkoušek nijak zasahovat a rušit je.

### Kontroverze státních maturit
Státní maturity se často objevují v médiích. Již několik let se v odborných kruzích i mezi širokou veřejností diskutuje o významu plošného nasazení státních maturit a jejich obsahu. Dalším tématem je pak finanční náročnost na zavedení této zkoušky do praxe a s tím spojená délka integrace státní maturity do školského zákona. V neposlední řadě se pak zmiňuje nízká, či naopak vysoká náročnost obsahu, nebo ztroskotání původního plánu zavést vyšší obtížnost zkoušky jako náhradu přijímacího řízení na vysoké školy. Pravidelně se pak i objevují kauzy ohledně špatně položených, či nejasných otázek, nebo kontroverze ohledně jejich hodnocení. Velké kontroverze byly spojeny také s povinnou státní maturitou z matematiky, která měla být zavedena v roce 2021. Česká středoškolská unie již od schválení zavedení povinné maturity z matematiky upozorňovala na její úskalí, například vysokou neúspěšnost maturantů především na středních odborných školách či nízkou kvalitu výuky matematiky. Česká středoškolská unie v říjnu 2019 uspořádala protest proti povinné maturitě z matematiky, na který dorazily stovky středoškoláků a kde byla zákonodárcům předána petice s tisícovkami podpisů. V dubnu 2020 vedla ČSU dopisovou kampaň, při které byly poslancům zaslány stovky dopisů žádající zrušení povinné maturity z matematiky. Dále ČSU společně s hnutím Otevřeno a Fórem rodičů vydala otevřený dopis. Tyto kroky výrazně přispěly k výslednému zrušení povinné maturity z matematiky.

## Maturita ve světě

### Maturita v evropských zemích
Maturitní zkouška se v určitých obměnách vyskytuje v Rakousku, Polsku, na Slovensku, v Albánii, Bosně a Hercegovině, Bulharsku, Černé Hoře, Chorvatsku, Itálii, Maďarsku, Lichtenštejnsku, Severní Makedonii, Srbsku, Slovinsku, Švýcarsku a na Ukrajině. V některých dalších zemích se žádná závěrečná zkouška na konci studia neskládá a studenti tak zakončují své vzdělání standardně složením posledního ročníku školy. Obdobou maturity ve světě je pak britská zkouška A-level (A-level exam), německá „Abitur“ a francouzská „le baccalauréat“ (zkráceně „le bac“).
Určité formy tzv. státní maturity byly zavedeny v některých zemích Evropy (vč. Česka). V Německu skládají studenti jednotnou zkoušku na úrovni spolkových zemí (úspěšnost zde přesahuje 90 %), výsledky pak hrají podstatnou roli při přijetí na vysokou školu. V Polsku si studenti vybírají ze dvou úrovní obtížnosti – volba se přizpůsobuje vysoké škole, na kterou se hlásí (např. na lékařské fakulty je třeba vyšší úroveň). Ve Slovinsku skládají studenti státní maturity již asi dvě desítky let a do jejich přípravy se zapojují také místní univerzity, přičemž opět je výsledek zohledněn při přijetí na příslušnou vysokou školu.

### Rakousko
V Rakousku má obdoba české maturitní zkoušky větší váhu a nemají ji ani některé učitelky nebo zdravotní sestry – pro většinu zaměstnání není tato zkouška vůbec vyžadována. Její obtížnost je však oproti té české nastavena na vyšší úroveň.

### USA
V USA se podoba maturity (tzv. high school diploma nebo high school degree) určuje na úrovni státu. Standardizovaná podoba maturity je v USA přítomná např. ve státě New York.